# Waldomiro Zarzur
Waldomiro Zarzur (1922 — 2013) foi um engenheiro brasileiro formado pela Escola de Engenharia da Universidade Presbiteriana Mackenzie, que se tornou célebre por projetar e construir o maior arranha-céu brasileiro, o Palácio Zarzur e Kogan, concluído em 1966 e que levou cinco anos, localizado no Vale do Anhangabaú. O Arranha-céu foi renomeado Edifício Mirante do Vale (170 metros) e renomeado novamente para Edifício W Zarzur.
Engenheiro, incorporador e construtor, Zarzur foi um pioneiro no lançamento de unidades para a classe média com financiamentos a longo prazo. Isso muitos anos antes do Banco Nacional da Habitação (BNH) ou mesmo do seu substituto, o Sistema Financeiro da Habilitação (SFH). Obras como o edifício Palácio Zarzur & kogan  – atual Edifício W Zarzur – ou mesmo os residenciais Mercúrio e São Vito, em frente ao Mercado Municipal, quando foram lançadas, inovaram na questão de imóveis para investimento.
Doutor Waldomiro era um engenheiro com considerável experiência. Sua primeira obra, uma casa na Rua Afonso Brás, na Vila Nova Conceição, foi executada quando tinha apenas 21 anos e ainda estudava Engenharia no Mackenzie. "Foi encomenda de um tio." Nessa época, a amizade com o também estudante Aron Kogan transformou-se em sociedade - que durou até 1960, quando Kogan foi assassinado e Waldomiro assumiu a empresa. 
A empresa do doutor Waldomiro concluiu a instalação do Monumento a Duque de Caxias, escultura de Victor Brecheret (1894-1955), na Praça Princesa Isabel. Uma novela que parecia interminável. A comissão criada em 1939 para homenagear o patrono do Exército contratou Brecheret em 1942. A responsabilidade foi transferida à Prefeitura, que recebeu o modelo do escultor três anos mais tarde. Somente entre 1948 e 1952 foi feita a fundição do bronze, no Liceu de Artes e Ofícios. Para comemorar o andamento dos trabalhos, o governador de São Paulo, Ademar de Barros, e outras autoridades participaram de um almoço servido no interior da barriga do cavalo para 50 convidados sentados e 20 em pé, em 1950.
Em 1953, a empresa de doutor Waldomiro foi chamada com a missão de concluir o monumento: construir o pedestal, revesti-lo de granito e colocar a estátua de bronze no topo. Uma estrutura metálica precisou ser feita especialmente para a montagem. A inauguração finalmente aconteceu no dia 25 de agosto de 1960, Dia do Soldado. O monumento tem 40 metros de altura, sendo 16 de estátua e 24 de pedestal.
Ele conta que, dias antes da montagem final, houve outro almoço dentro da barriga do cavalo. Desta vez, nada de pompa, para os funcionário que trabalharam na obra. "Tinha 26 pessoas. Não foi colocado prato nem nada. Era na base do sanduíche." 
Casado, quatro filhos, doze netos, doutor Waldomiro expandiu seus negócios para além da engenharia. Hoje, o grupo W Zarzur, com cerca de 700 funcionários, investe em agropecuária, administra hotéis e, desde 2000, mantém pequenas usinas hidrelétricas no interior paulista e em Mato Grosso.
Em 03/06/2014 foi aprovado o projeto de lei No 867 de 2013, para denominar "Engenheiro Waldomiro Zarzur" o túnel localizado na pista ascendente da Rodovia dos Imigrantes / SP. 160 (TA 1), km 46,8, com 230 metros de comprimento", em Cubatão.